# Spellbound (canción de Triumph)
«Spellbound —en español: «Hechizado»— es una canción escrita por Rik Emmett, Gil Moore y Mike Levine.  Se enlistó originalmente en el álbum de estudio Thunder Seven de la agrupación canadiense de hard rock Triumph, publicado en 1984 por MCA Records.

## Publicación y recepción
En 1985 fue lanzado «Spellbound» como el segundo sencillo de Thunder Seven y el tema secundario de tal vinilo fue «Cool Down» —traducido del inglés: «Cálmate»—, compuesto por Triumph.
En los Estados Unidos, este sencillo se ubicó en el 10.º lugar del listado Mainstream Rock Tracks de Billboard en 1985.

## Versiones promocionales
Aparte del sencillo comercial, se lanzaron dos versiones promocionales en formato de disco de vinilo de siete y doce pulgadas.  La primera contenía una portada de color blanco y contenía el mismo tema en ambos lados del vinilo. En tanto, la edición de doce pulgadas tenía adherida en su carátula frontal una etiqueta rosada con el logotipo de MCA Records.  En la cara B de este vinilo numeraba una parte de cada una de las canciones de Thunder Seven, incluyendo a «Spellbound».

## Lista de canciones

### Versión normal

#### Cara A
| side one |              |                                      |               |          |  |
| N.º      | Título       | Escritor(es)                         | Voz principal | Duración |  |
| 1.       | «Spellbound» | Rik Emmett / Gil Moore / Mike Levine | Gil Moore     | 4:28     |  |

#### Cara B
| side one |             |                         |               |          |  |
| N.º      | Título      | Escritor(es)            | Voz principal | Duración |  |
| 2.       | «Cool Down» | Emmett / Moore / Levine | Rik Emmett    | 4:50     |  |
| 9:18     |             |                         |               |          |  |

### Versión promocional de siete pulgadas

#### Cara A
| side one |              |                         |               |          |  |
| N.º      | Título       | Escritor(es)            | Voz principal | Duración |  |
| 1.       | «Spellbound» | Emmett / Moore / Levine | Gil Moore     | 4:28     |  |

#### Cara B
| side one |              |                         |               |          |  |
| N.º      | Título       | Escritor(es)            | Voz principal | Duración |  |
| 2.       | «Spellbound» | Emmett / Moore / Levine | Gil Moore     | 4:28     |  |
| 8:56     |              |                         |               |          |  |

### Versión promocional de doce pulgadas

#### Cara A
| side one |              |                         |               |          |  |
| N.º      | Título       | Escritor(es)            | Voz principal | Duración |  |
| 1.       | «Spellbound» | Emmett / Moore / Levine | Gil Moore     | 4:28     |  |

#### Cara B
| A Side |                                       |                         |                |          |  |
| N.º    | Título                                | Escritor(es)            | Voz principal  | Duración |  |
| 2.     | «Spellbound»                          | Emmett / Moore / Levine | Gil Moore      | 0:26     |  |
| 3.     | «Rock Out, Roll On»                   | Emmett / Moore / Levine | Rik Emmett     | 0:34     |  |
| 4.     | «Cool Down»                           | Emmett / Moore / Levine | Rik Emmett     | 0:38     |  |
| 5.     | «Follow Your Heart»                   | Emmett / Moore / Levine | Emmett / Moore | 0:50     |  |
| 6.     | «Time Goes By»                        | Emmett / Moore / Levine | Rik Emmett     | 1:08     |  |
| 7.     | «Midsummer's Daydream» (instrumental) | Rik Emmett              |                | 0:58     |  |
| 8.     | «Time Canon»                          | Emmett / Moore / Levine | Rik Emmett     | 0:31     |  |
| 9.     | «Killing Time»                        | Emmett / Moore / Levine | Rik Emmett     | 0:52     |  |
| 10.    | «Stranger in a Strange Land»          | Emmett / Moore / Levine | Emmett / Moore | 1:16     |  |
| 11.    | «Little Boy Blues» (instrumental)     | Emmett / Moore / Levine |                | 1:10     |  |
| 14:06  |                                       |                         |                |          |  |

## Créditos

### Triumph
- Rik Emmett — voz principal, guitarra acústica, guitarra eléctrica y coros
- Gil Moore — voz principal, batería y coros
- Mike Levine — bajo, teclados y coros

### Personal adicional
- Sandee Bathgate — coros
- Dave Dickson — coros
- Andy Holland — coros
- Herb Moore — coros
- Al Rogers — coros

## Posición en las listas
| Año  | País           | Lista                  | Posición máxima |
| ---- | -------------- | ---------------------- | --------------- |
| 1985 | Estados Unidos | Mainstream Rock Tracks | 10.º            |